# Diógenes Laércio
Diógenes Laércio (em grego: Διογένης Λαέρτιος; romaniz.: Dioguénes Laértios; 200 – 250), historiador e biógrafo dos antigos filósofos gregos. A sua maior obra é Vidas e Doutrinas dos Filósofos Ilustres, composta por dez livros, que contêm relevantes fontes de informações sobre o desenvolvimento da filosofia grega. Trata-se de uma obra de compilação da vida e das ideias dos mais importantes pensadores gregos. É principalmente uma história da vida dos filósofos, tendo a filosofia defendida por esses apenas como parte acessória do texto.

## Biografia
Nada se sabe sobre a sua vida, mas Laércio terá vivido depois de Sexto Empírico (c. 200), a quem menciona, e antes de Estêvão de Bizâncio e Sópatro de Apameia (c . 500), que lhe citam. A sua obra não faz menção ao neoplatonismo, embora se refira a uma mulher que era "uma platônica entusiasmada". Como os filósofos mais recentes que cita são Teodósio, Sexto Empírico e Saturnino, todos do século III, ele é situado como tendo vivido na primeira metade do século III, durante o reinado de Alexandre Severo (222-235) e seus sucessores.